# Helen Hunt
Helen Elizabeth Hunt (* 15. června 1963, Culver City, Kalifornie, USA) je americká herečka.
Je známa především z televizního seriálu Jsem do tebe blázen (Mad About You).
Má za sebou přes 60 rolí ve filmech, seriálech i v divadle, za které získala 25 cen.
První roli získala v 9 letech ve filmu Průkopnice (Pioneer Woman).

## Role a filmy
- Průkopnice (Pioneer Woman)
- paní Buchmanová (Jsem do tebe blázen) (1992–1999)
- číšnice Carol ve filmu Lepší už to nebude
- nakladatelka Anna Druhá šance (The Waterdance, 1992)
- Twister
- Dr. T a jeho ženy
- Pošli to dál
- Trosečník
- Po čem ženy touží
- Prokletí žlutozeleného škorpióna
- Surfařka (Cheri Hamilton)

## Ocenění
- 1998 – Oscar za nejlepší herečku v hlavní roli. (Lepší už to nebude)
- 1998 jí časopis People zařadil mezi padesátku nejhezčích lidí světa.
- 4× cena Emmy
- 4× Zlatý glóbus

## Osobní život
Jejím manželem byl Hank Azaria, ale v prosinci 2000 se rozvedli.